# Els Penyalets
Els Penyalets és una serra situada al municipi d'Olesa de Bonesvalls a la comarca de l'Alt Penedès, amb una elevació màxima de 471 metres.